# 루이스 타루크

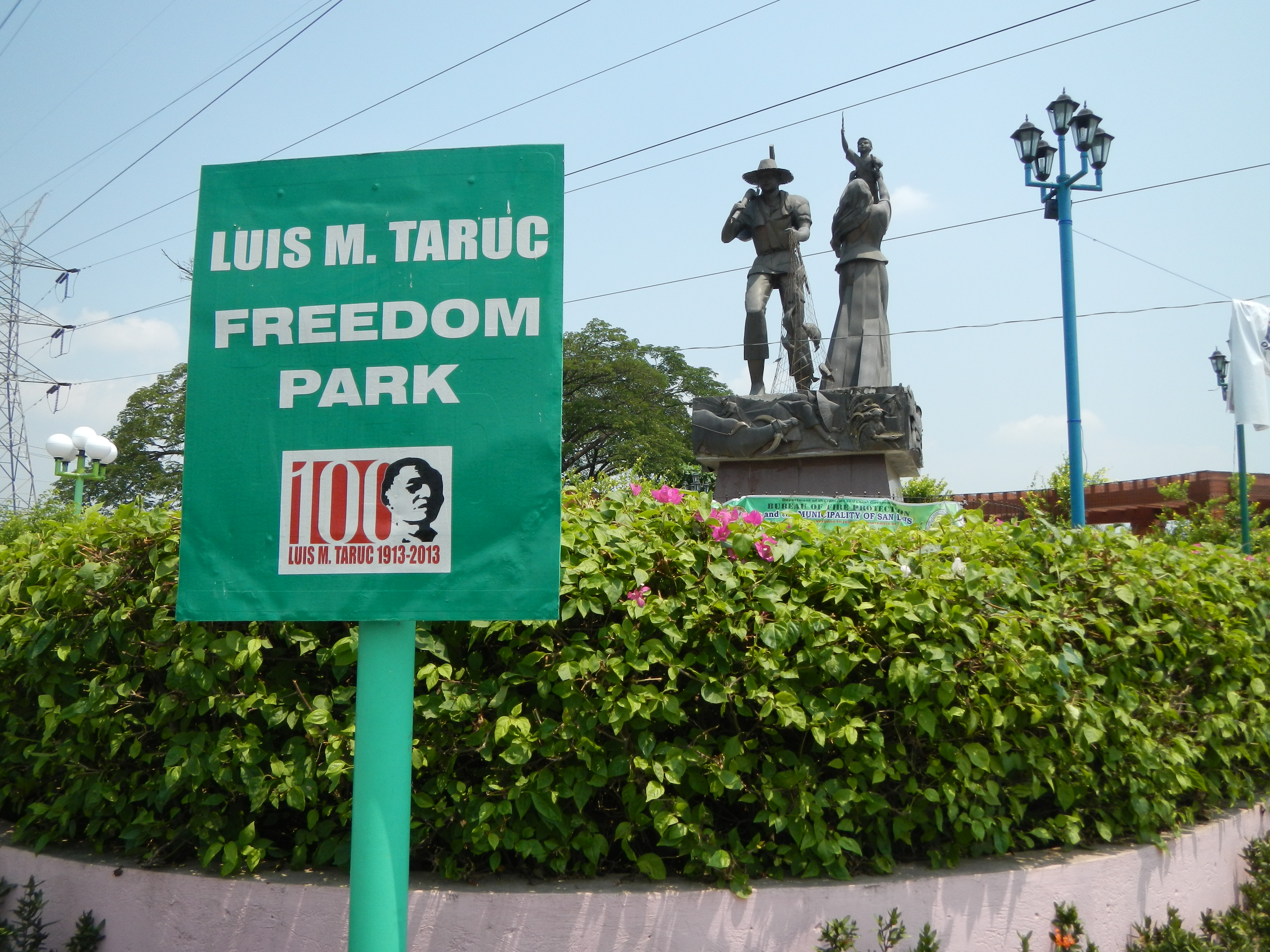
루이스 타루크 자유 공원, 팜팡가주 산 루이스

루이스 타루크(타갈로그어: Luis Taruc, 1913년 6월 21일 ~ 2005년 5월 4일)는 필리핀의 정치 지도자이며, 후크발라합의 최고 지도자이다.

## 생애
루이스 타루크는 1913년 6월 21일 필리핀의 산 루이스의 산타 모니카에서 농부의 아들로 태어났다. 1932년부터 2년간 마닐라 대학에 다녔지만 학위를 취할 수 없이 고향으로 돌아가 필리핀 농민운동에 참여한다. 1935년에 필리핀 공산당에 입당한다. 1938년 필리핀 공산당은 필리핀 사회당과 합병했고, 1941년 12월 미국과 일본의 전쟁이 시작되자 필리핀 독립 준비 정부에 협력하게 된다.
1942년 2월경에 루이스 타루크는 카스트로 알레한드리노와 함께 루손섬 중부 지역에서 후크발라합을 조직한다. 후크발라합은 점령군인 일본군에 대항하고, 일반 대중의 지지를 얻으며 게릴라전을 전개하였고, 1945년 1월 미군의 루손 섬 상륙 작전 이후 종전까지 필리핀 해방을 위해 미국 극동 육군이나 미군과 협력하여 일본군 소탕을 전개한다. 그러나 제2차 세계대전이 끝난 후 후크발라합은 미군에 의해 무장 해제를 당한다.
1946년, 루이스 타루크는 독립을 달성한 필리핀 의회 의원에 당선된다. 그러나 선거 관리위원회에서 다른 5명의 당선 의원과 함께 루이스 타루크를 선거 부정과 테러 행위의 이유로 당선을 무효화 시킨다. 1947년에 후크발라합은 무장 조직으로 재건되었으며, 루이스 타루크도 복귀한다. 후크발라합은 1948년 7월부터 8월까지 필리핀 정부와 평화 협상을 하였지만, 세부적인 내용에 의견이 일치하지 않아서 평화 협상은 결렬되었다. 후크발라합은 1950년에 ‘필리핀 인민해방군’으로 개편하여 정규군 3만명, 예비군 25만명으로 갖추고 루손 섬 중부를 세력 기반으로 활동하였다. 그러나 1951년 막사이사이 정권 수립 이후 약화된다. 당시 신문 기자였던 베니그노 아키노가 4개월 동안 그를 설득한 끝에 1954년 5월 17일 루이스 타루크는 필리핀 정부에 투항한다. 루이스 타루크 자신은 반란죄와 테러 행위에 대한 징역 12년의 판결을 받는다. 1968년 9월에 석방되어, 그 지역의 농민 운동에 관여한다.
1991년 8월 14일의 NHK 스페셜 “아시아와 태평양 전쟁” 시리즈 제3회 <맥아더의 약속 - 필리핀 항일 인민군의 좌절>에서 루이스 타루크가 등장했다. 루이스 타루크 등 후크발라합이 농민을 비롯한 필리핀 대중의 지지를 얻었지만, 정작 반공 정책에 의해 좌절하는 내용을 다루었다.
2005년 5월 4일, 루이스 타루크가 사망한다. 아로요 대통령은 “그의 용기와 깊은 민족주의 의식을 높이 산다”는 성명을 발표했다.

## 같이 보기
- 필리핀 공산당
- 후크발라합